# Бива (езеро)
Бива (на японски: 琵琶湖) е най-голямото езеро в Япония. Разположено е изцяло на територията на префектура Шига на остров Хоншу, североизточно от бившата японска столица Киото.
Езерото е древно, на възраст над 4 милиона години. Изчислено е, че то 13-ото най-старо езеро в света. Поради близостта му до старата столица на страната, езерото е споменавано често в японската литература, особено в поезията и разказите за битки.

## Име
Наименованието Бивако се появява през периода Едо. Съществуват различни теории относно произхода на това име, но е широко прието, че езерото е наречено така, защото прилича на традиционния японски музикален инструмент бива.

## Описание
Площта на езерото е около 670 km2. Малки реки от околните планини се вливат в Бива, чийто основен отток, река Сета, която по-късно прераства в Уджи и Йодо, се влива в Осакския залив на Вътрешно Японско море.
Езерото служи като водохранилище за градовете Киото и Оцу и е ценен ресурс за околната текстилна промишленост. То предоставя питейна вода за около 15 милиона души в региона Кансай. В него се развъжда пъстърва.
В края на 19 век е построен канал, който по-късно е разширен през периода Тайшо, играе значителна роля във възраждането на промишлеността на Киото след резкия упадък, последвал преместването на столицата в Токио. По бреговете на езерото се намират множество популярни плажове, особено в северозападната му част. Водната ботаническа градина и музеят на езерото в Кусацу също са обекти на интерес.
Произходът на езерото е тектонски, като това е едно от най-старите езера на Земята, датирайки отпреди поне 4 милиона години. Тази голяма възраст е позволила да се развие разнообразна екосистема в езерото. Учените са документирали над 1000 вида и подвида в него, от които 60 са ендемични. Освен това то е важно място за водните птици, като около 5000 птици го посещават всяка година.
46 местни вида риба обитават водите на езерото, като от тях 11 вида и 5 подвида са ендемити. Езерото е дом и на голям брой мекотели.
През последно време биоразнообразието на езерото страда от нашествието на външни риби. През 1981 г. е въведен закон, който има за цел предотвратяване на еутрофикацията на езерните води. Той регулира нивата на азот и фосфор, които се вливат във водата. През 1993 г. е обявен за Рамсарско място.

## Галерия
- Изглед към Бива от покрайнините на град Омихачиман.
- Каналът на езерото.
- Корабче в езерото.
- Храм при бреговете на Бива.
- Остров Чикубушима, единият от островите в езерото.
- Изгрев над Бива.
- Пристанището Имадзу.
- Изглед към езерото от планинския проход Китахира-Тоге.